# Snowboard Kids
Snowboard Kids (スノボキッズ?) es un videojuego de snowboard para Nintendo 64. Ha sido desarrollado por Racdym y distribuido por Atlus. El juego presenta a niños de 10 años de edad (excepto Linda, que tiene 11) que practican snowboard a través de varias pistas, no necesariamente con nieve. Su estilo es comparado en muchas revisiones al de la serie Mario Kart.

## Argumento
Los niños están discutiendo acerca de sus habilidades con el snowboard. El debate se intensifica hasta el punto de que deciden celebrar un torneo de snowboard para determinar quién es el mejor. Un personaje, Shinobin, no tiene participación alguna hasta que es desbloqueado por el jugador.

## Jugabilidad
Además de la habitual mecánica de juego de un juego de snowboard, Snowboard Kids añade "Shots" (armas especiales utilizadas para atacar a los jugadores) e ítems que pueden ayudar al jugador, obstaculizar a otros jugadores, o ambos.
El juego tiene nueve pistas. Aunque algunas de las pistas son montañas nevadas, muchas son pistas que no serían ortodoxas para practicar snowboard en el mundo real. Esas pistas incluyen un parque de atracciones, un desierto, un gran valle, una carretera oscura, y un pueblo japonés durante el festival del florecimiento de los cerezos.

## Personajes
- Slash
- Nancy
- Jam
- Linda
- Tommy
- Shinobin [Desbloqueable]

## Pistas/Niveles
Pistas/Niveles principales
- Rookie Mountain
- Big Snowman
- Sunset Rock
- Night Highway
- Grass Valley
- Dizzy Land
- Quicksand Valley [Desbloqueable]
- Silver Mountain [Desbloqueable]
- Ninja Land [Desbloqueable]

Pistas/Niveles de juegos de habilididad
- Rookie Mountain [Speed Cross, Shot Cross]
- Big Snowman [Speed Cross, Shot Cross]
- Sunset Rock [Speed Cross, Shot Cross]
- Animal Land [Trick Game]

- Datos: Q475782